# La Lande-de-Fronsac
Lande-de-Fronsac – miejscowość i gmina we Francji, w regionie Nowa Akwitania, w departamencie Żyronda.
Według danych na rok 1990 gminę zamieszkiwało 1797 osób, a gęstość zaludnienia wynosiła 211 osób/km² (wśród 2290 gmin Akwitanii Lande-de-Fronsac plasuje się na 235. miejscu pod względem liczby ludności, natomiast pod względem powierzchni na miejscu 1168.).